# 어둠 속에서 울려 퍼지는
어둠 속에서 울려 퍼지는(영어: Rumble Through the Dark)은 2023년 미국의 액션 미스터리 스릴러 영화이다.

## 캐스팅

### 주연
- 에런 엑하트 : 잭 부처 역
- 벨라 손 : 아네트 역
- 마리안 장 바티스트 : 빅 마마 스위트 역

### 조연
- 리키 코스터 : 바론 역
- 데릭 루소 : 악스 역